# تالیا سانتوس
تالیا سانتوس (انگلیسی: Taila Santos؛ زادهٔ ۲۲ ژوئن ۱۹۹۳) ورزشکار هنرهای رزمی ترکیبی اهل برزیل است. وی از سال ۲۰۱۳ میلادی تاکنون مشغول فعالیت بوده‌است.